# KnOOz FM
KnOOz FM (arabe : كنوز أف أم) est une station de radio tunisienne dédiée au divertissement et diffusée dans la région du Sahel depuis 2015.

## Histoire
En septembre 2014, la radio, qui émane de neuf investisseurs tunisiens, obtient sa licence de la part de la Haute Autorité indépendante de la communication audiovisuelle avec l'intention de diffuser ses programmes dans les gouvernorats de Sousse, Sfax, Monastir et Mahdia. Le 1er juin 2015, elle commence à émettre effectivement.

## Diffusion
KnOOz FM est diffusée en continu sur la bande FM via les fréquences 105.1 (Sousse, Hammamet et Zaghouan) et 98.0 (Monastir et Mahdia), ainsi que via son site web. 
Elle devient en quelques mois la première radio dédiée au divertissement et la seconde la plus écoutée dans le Sahel, alors qu'elle couvre 20 % de la population tunisienne.

## Programmes
Les programmes sont basés sur le divertissement (musique, jeux et humour).